# Klášter sester těšitelek (Rajhrad)
Klášter sester těšitelek ve městě Rajhrad v okrese Brno-venkov je klášter Kongregace sester těšitelek Božského Srdce Ježíšova, nacházející se v ulici Odbojářů.

## Historie
Kongregace sester těšitelek Božského Srdce Ježíšova jej nechala postavit v letech 1924–1929, protože původní dům v Brně již nedostačoval. Nový rajhradský mateřinec byl vybudován podle návrhů sestry Anežky pocházející z rodu Coudenhove-Honrichs, která také na klášter přispěla výraznou částkou. Na konci druhé světové války byl konvent při bojích značně poškozen, rekonstrukce byla dokončena v roce 1949. O rok později sem byly přemístěny všechny sestry těšitelky z ostatních českých domů. V roce 1951 byly vystěhovány a areál byl využíván armádou, zničena přitom byla zahrada a také samotný klášter byl zdevastován. Kongregaci byl navrácen v letech 1991 a 1992 a postupně byl opraven. Sestry v areálu provozují domov pro seniory (Dům Matky Rosy), z armádního objektu v bývalé zahradě vznikl na konci 90. let 20. století Dům léčby bolesti s hospicem sv. Josefa, který od roku 2007 spravuje Oblastní charita Rajhrad.
Klášter je jednoduchá jednopatrová stavba, která vytváří dvě kvadratury, mezi nimiž se nachází kostel Božského srdce Páně. K větší kvadratuře přiléhá křídlo noviciátu.